# ستيدية
ستيدية أو أستيديا وغالبا عين ستيدية، هي إحدى بلديات دائرة حاسي مماش التابعة لولاية مستغانم الجزائرية.

## التاريخ
تعود نشأة ستيدية (بالفرنسية: Stidia) إلى سنة 1846 إلى مهاجرين ألمان أرادوا الهجرة إلى أمريكا الجنوبية. ليحل بهم الرحال في الجزائر بدلا من مقصدهم لتخلي ربان السفينة عنهم في دانكرك في فرنسا. ساعدهم الفرنسيون في الانتقال إلى الجزائر فأقاموا في هذه المنطقة وأسموها نسبة إلى عين ماء اسمها (ستيدية) فسموها لا ستيدية (الفرنسية La Stedia). ساعدهم الجيش الفرنسي حتى عام 1948 حين تركوا المنطقة. وبالرغم من أن اللغة الفرنسية كانت سائدة بسبب الاحتلال الفرنسي إلا أن لغة ستيدية حتى الحرب العالمية الأولى كانت الألمانية.
أصبحت تسمى يلدة ستيدية في 27 أكتوبر 1869 ولكن أطلق عليها الفرنسيون فيما بعد اسم جورج كليمنصو (بالفرنسية: Georges Clémenceau). وقد تم إسترجاع التسمية الأصلية ستيدية بعد الاستقلال.
بموجب القانون المؤرخ في 4 فبراير 1984 المتعلق بالتقسيم الإداري انفصلت بلدية ستيدية عن بلدية فرناكة. 

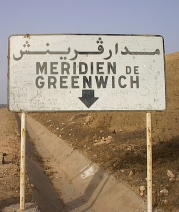
إشارة مرور خط غرينيش في البلدية

## موقعها ومناخها

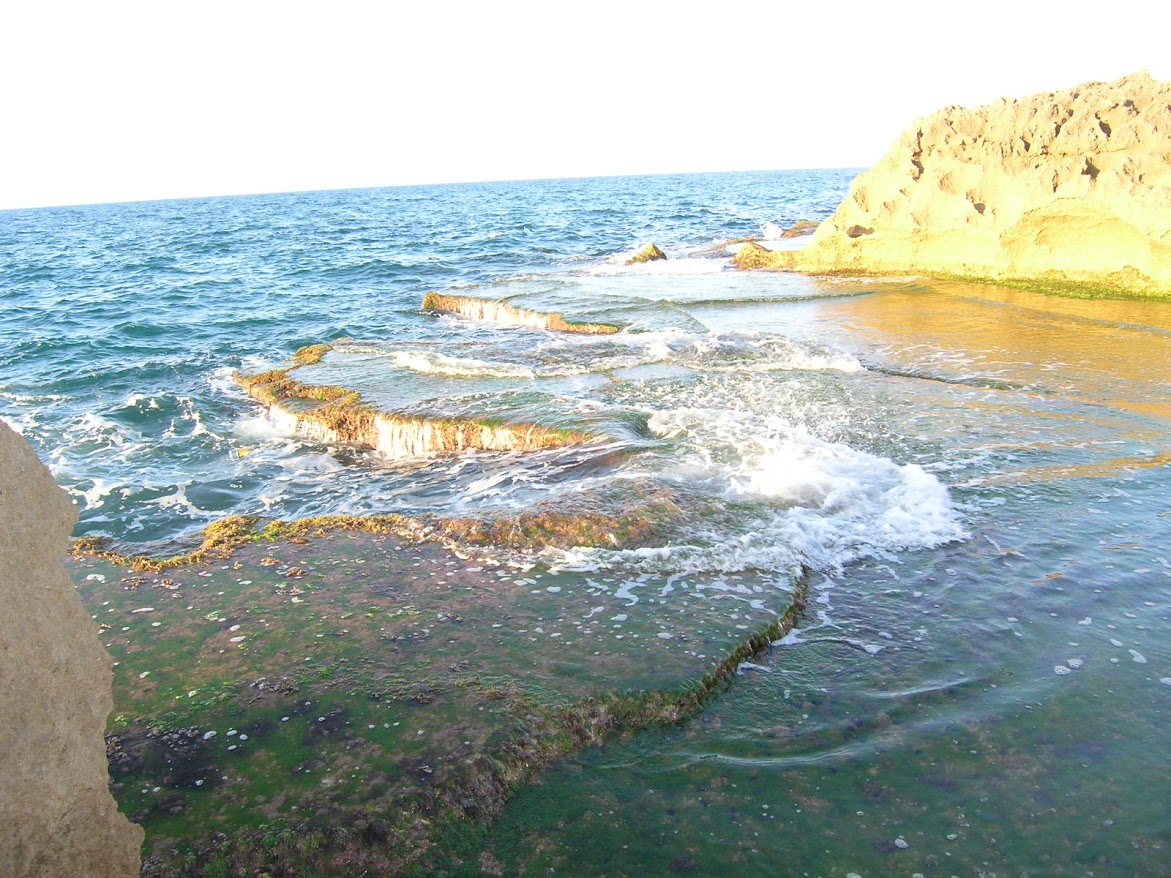
شاطئ البحر في ستيدية

يمر فيها خط غرينتش. تقع غرب بلدية مستغانم على بعد 15 كم وغرب بلدية وهران التي تبعد عنها 65 كم. تتميز بشبكة طرقات ملائمة وجيدة منها على وجه الخصوص الطريق المزدوج السريع بين مستغانم ووهران.
وتتميز هذه البلدية بمناخ البحر الأبيض المتوسط، بارد ممطر شتاء وجاف حار صيفا. ولكن لوجودها على الساحل بالقرب من مستغانم فتعتبر مصيفا يرتاده المصطافون.

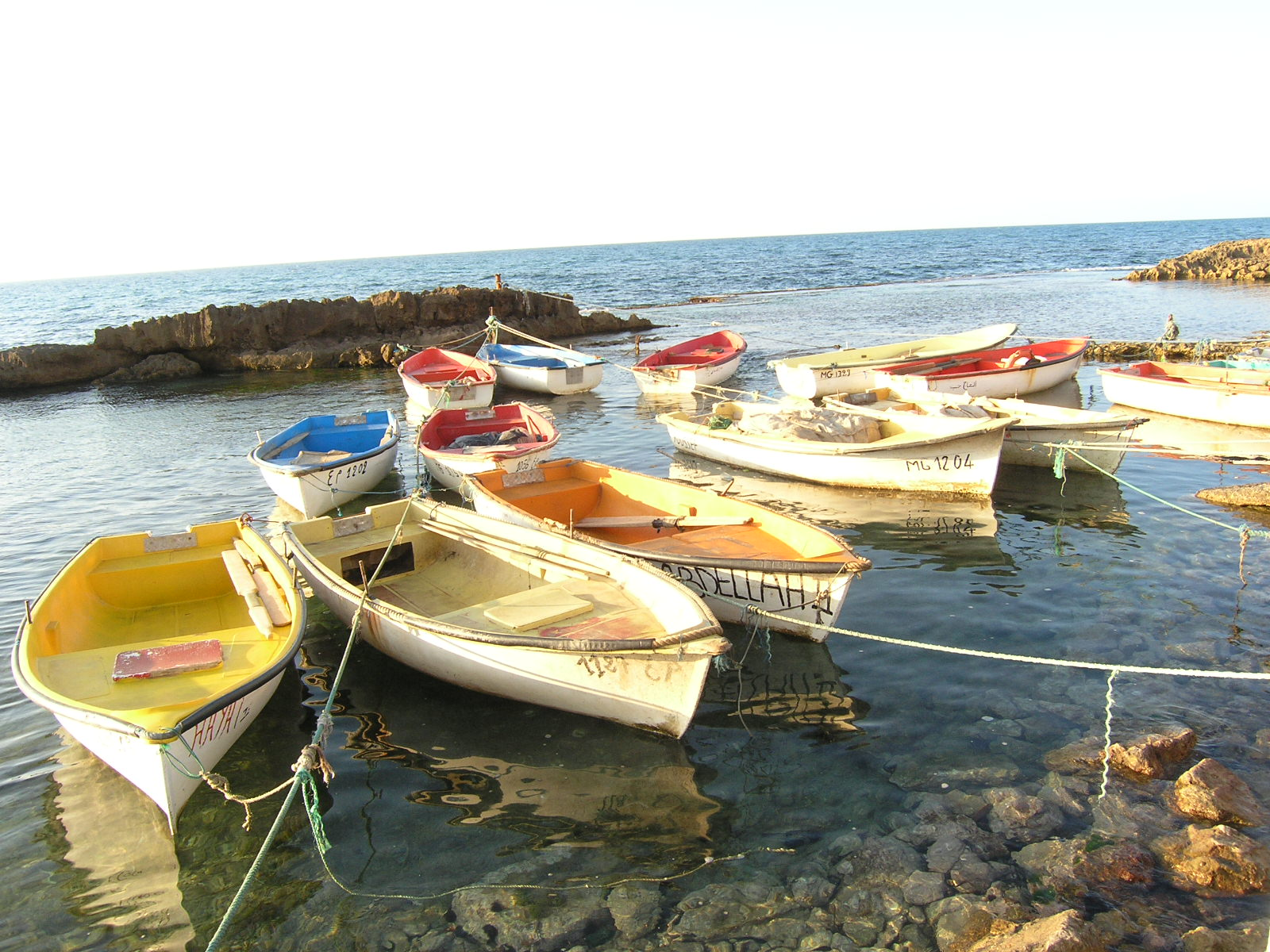
مرفأ طبيعي في ستيدية الشاطئ

### قرى البلدية

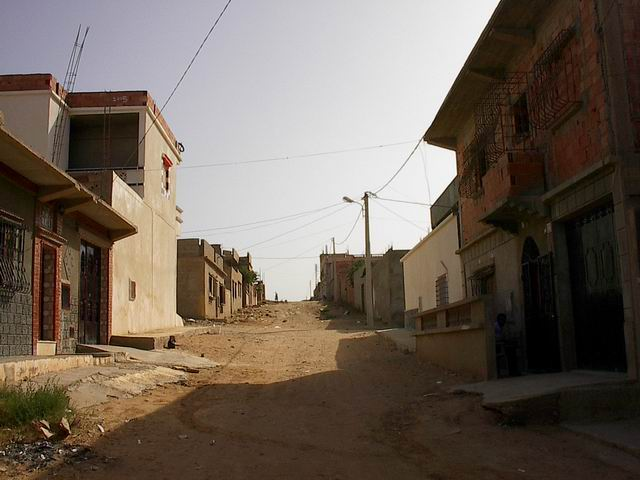
أحد شوارع مدينة ستيدية

وتتوزع مساحاتها على ستة قرى وهي:
| - ستيدية مركز - أولاد عمار - الدرادب | - الكرايمية - قرية عزروق - استيديا شاطئ |

## المساحة والسكان

### المساحة
تبلغ مساحة البلدية 55 كم² منها 3882 هكتارا صالحة للزراعة.

### عدد سكانها
- - 1866 : 486 نسمة
  - 1958 : 1.301 نسمة
  - 2002 : 11.500 نسمة

## الإقتصاد
ولكونها بلدية ساحلية وأراضيها زراعية خصبة فإن اقتصادها يعتمد أساسا على هذين المصدرين، الزراعة وصيد السمك. بالإضافة للسياحة الداخلية. ولكنها تخلو من الخدمات الفندقية تماما فإما الإقامة في أحد فنادق مدينة موستغانم أو مدينة وهران.
- الزراعة: تمارس البلدة عدة نشاطات زراعية منها زراعة الكروم والخضار.[4] وكذلك زراعة الطماطم
- صيد السمك: بما أن البلدية تطل على البحر الأبيض المتوسط، ففيها شواطئ متميزة ولكنها مهملة. كما أن بها ميناء طبيعي يستغله صيادو السمك.

## التعليم
في البلدة 8 مدارس ابتدائية للطور الأول والثاني حيث أن المدارس الابتدائية هي :
| - المدرسة الابتدائية محمد بوضياف بحي المنظر الجميل - المدرسة الابتدائية أحمد زبانة باستيدية مركز - المدرسة الابتدائية أول نوفمبر باستيدية مركز | - المدرسة الابتدائية بدوار الدرادب. - المدرسة الابتدائية بدوار أولاد عمار - المدرسة الابتدائية بدوار الكرايمية. - المدرسة الابتدائية 2 بحي المنظر الجميل |

أما المتوسطة فهناك 2 متوسطة مصطفى بن بولعيد باستيديا. وهي مركز تعليمي فيه النظام الداخلي الذي يستفيد منه تلاميذ من الجمهورية الصحراوية (البوليساريو)
و متوسطة عياش إبراهيم هذه التحفة الفنية بها مستوى جيد لتدريس التلاميذ وبها نظام رائع والتي يعمل فيها بوقرين الناصر .
و هناك ثانوية الاخوة عمار تم بناؤها مؤخرا يزاول فيها تلاميذ البلدية الدراسة فيها.

## الخدمات العامة
- الصحة: هناك أربع عيادات يمارس فيها طبيب من القطاع العمومي يشرف على الفحص الطبي العام، كما بوجد بها مركزا لحماية الأمومة والطفولة، ومكتب للوقاية. بالإضافة إلى مكتب بلدي للنظافة.
- المياه:أما وفرة المياه فتعتمد على ثلاثة آبار من نوع forage منها اثنان يمونان استيدية مركز.و بئر واحد يمون دوار الدرادب وثلاثة أبار لتموين دوار أولاد عمار. بالإضافة إلى بئر واحد بقرية سي عزروق. كما تتوفر للبلدة خزانات مائية تتوزع على النحو التالي:
  - 3 خزانات لتموين استيدية مركز.
  - 1 لتموين دوار المنظر الجميل.
  - 1 بدوار الدرادب.
  - 3 بدوار أولاد عمار.
  - 1 لتموين استيدية شاطئ.
- شبكة الكهرباء: إن شبكة الكهرباء باستيديا تعاني من عدة انقطاعات في التيار الكهربائي لسبب ارتفاع وانخفاض المفاجئ في الضغط. قدم التجهيزات وخاصة الأسلاك والأعمدة وبفعل الرطوبة فان انقطاع الأسلاك يتزايد من يوم لآخر مما يستوجب استبدالها كلية.
- النقل العام: تتوفر 11 حافلة لنقل الركاب و 29 سيارة أجرة لكن مواطني استيديا يعانون كثيرا من ناحية النقل بالرغم توفر الإمكانيات وطريق جيدة.
- البريد: هناك مكتب بريد واحد يعمل به رمضان المشري وقرموطي مختار وزيان أحمد بوعمران وعدد الأكشاك متعددة الخدمات سبعة أكشاك.
- الأمن: مقر واحد للحرس البلدي ومقر واحد للدرك الوطني ومقر واحد للأمن الحضري.
- الضرائب: لمصلحة الضرائب مقر واحد
- الثقافة: وللمركز الثقافي مركز واحد يسير من طرف السيد المدير مهدي محمد وبه اخصائية نفسانية ومربي الشباب بن ثابت بلقاسم وبالطبع بورقة خالد ولدى المركز نشاطات متعددة ومن أهمها إحياء مناسبات الوطنية والدينية تنظيم الرحلات وتقديم دروس الاستدراك للطلبة المقبلين على شهادة بكالوريا وبه فرع محو الامية ونادي للاعلام الإلى والإنترنت ونادي لتعليم الموسيقى للاطفال وكذلك نادي مسرح الطفل الذي يقدم مسرحيات هادفة

## مشاريع التنمية
من ضمن مشاريع المخطط التنموي استفادت البلدية بالمشاريع التالية: 
- تجديد قنوات المياه الصالحة للشرب باستيديا شاطئ.
- التزويد بالمياه الصالحة للشرب بدوار العثماية.
- انجاز خزان مائي مع تجهيزات بقرية سي عزروق
- تهيئة حضرية باستيدية

## الثقافة والحركة الجمعوية
في البلدية عشر جمعيات مصنفة على النحو التالي:
- الجمعيات الثقافية وعددها 2 : جمعية نشاطات الشباب وجمعية الفنون الدرامية مصطفى كاتب
- الجمعيات الرياضية وعددها 1 : مولودية الشعبية بلدية استيديا
- الجمعيات الدينية وعددها 3
- الجمعيات الاجتماعية وعددها3
- الجمعيات البيئية 1 جمعية الشروق لحماية البيئة
- جمعية الفنون الدرامية مصطفى كاتب تحضر افتتاح المهرجان المدرسي لولاية مستغانم في جويلية/يوليو
- فرقة ياسمينة للمسرح تابعة للمركز الثقافي استيديا تتأهل إلى نهائيات.
- وتشارك أيضا فرقة ياسمينة في المهرجان المدرسي.

## المشاريع المنجزة

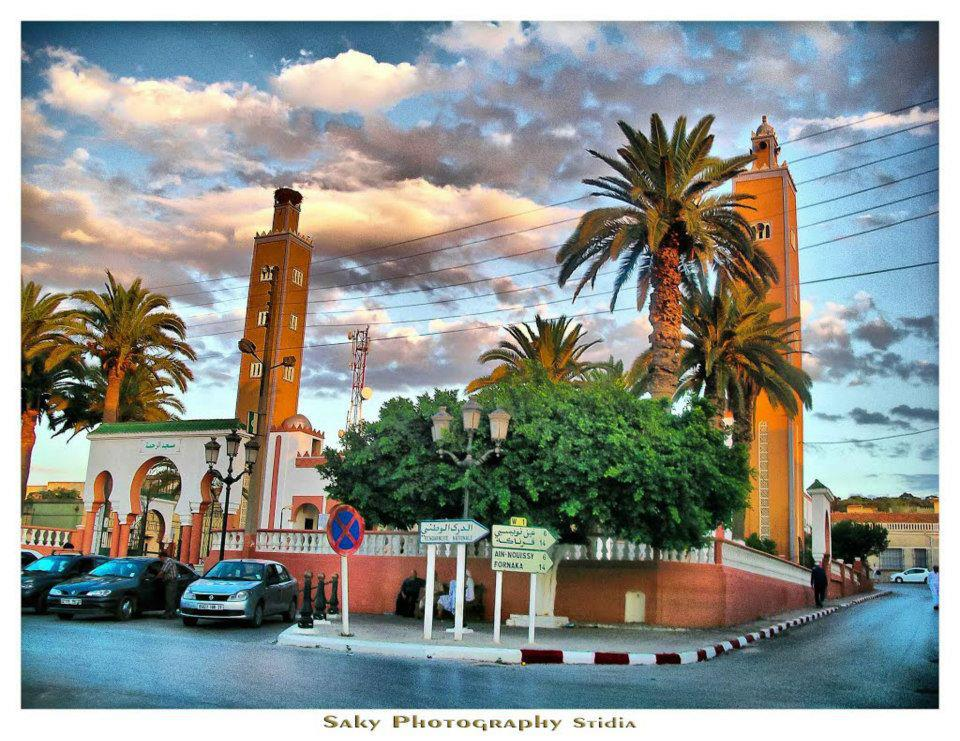
مسجد الرحمة

أهم المشاريع المنجزة في الفترة الأخيرة هي: تدعيم بناء مسجد الرحمة. فتح شاطئ بالمنطقة الشرقية لبلدية استيديا. حفر بئر لتدعيم استيديا بالمياه. بناء وحدات سكنية اجتماعية مثل 20 مسكن و 32 مسكن...الخ. تزويد البلدية بغاز المدينة. توسيع الطريق الوطني وبناء جسر. إنجاز مقر الأمن الحضري. 

## مشاريع مستقبلية
بناء بيت الشباب باستيديا شاطئ. كما ستربط ضمن مشروع شبكة تحلية مياه البحر مع مستغانم.